# HMNB Clyde
HMNB Clyde, även kallad för Faslane Base är en örlogsbas i Storbritannien som är den primära baseringen för ubåtsvapnet med atomubåtar i Storbritanniens flotta.
HMNB Clyde är av tre större örlogsbaser i Storbritannien, de andra är HMNB Devonport och HMNB Portsmouth. Basen grundades under andra världskriget.  
Basen ligger i kommunen Argyll and Bute och riksdelen Skottland, i den nordvästra delen av landet, 600 km nordväst om huvudstaden London. Runt Faslane Base är det tätbefolkat (849 invånare per kvadratkilometer) med kuperad terräng. Närmaste större samhälle är Greenock, 11,8 km söder om Faslane Base.

## Kärnvapenprotester
Utanför basen har det permanenta fredslägret Faslane Peace Camp pågått sedan 12 juni 1982, i protest mot kärnvapen som förvaras där. Fredsgrupper som Campaign for Nuclear Disarmament (CND), Trident Ploughshares och det svenska nätverket Ofog har genomfört ett stort antal aktioner vid basen för att protestera mot Storbritanniens kärnvapen.  